# Rudolph Lehmann
Rudolf Lehmann (Hamburgo, 1819 — 27 de Outubro de 1905) foi um pintor e escritor alemão.
Em 1866 foi viver em Londres, onde pintou os seus mais conhecidos quadros. Casou com Amelia Chambers e escreveu dois livros: An Artist's Reminisces and Men and Women of the Century. O seu irmão Henri Lehmann também foi um destacado pintor.[carece de fontes?]